# Пархар
Пархар (на таджикски: Фархор; на персийски: فرخار) е град в Таджикистан, административен център на Пархарски район, Хатлонска област. Населението на града през 2016 година е 23 400 души (по приблизителна оценка).

## История
Селището е упоменато през 10 век.

## География
Градът е разположен в долината на река Пяндж, на 198 км югоизточно от столицата Душанбе и на 2 км от границата с Афганистан.

## Население
| Година | Население |
| ------ | --------- |
| 1989   | 17 915    |
| 2000   | 20 000    |
| 2007   | 22 400    |
| 2010   | 21 491    |
| 2016   | 23 400    |